# 도르 페레츠
도르 페레츠(히브리어: דור פרץ‎, 1995년 5월 17일 ~ )는 이스라엘의 프로 축구 선수로, 리갓 하알 클럽 마카비 텔아비브와 이스라엘 국가대표팀에서 미드필더로 활약하고 있다.

## 어린 시절
페레츠는 이스라엘 호트하샤론에서 스파라드 유대인과 미즈라흐 유대인 혈통의 이스라엘 가정에서 태어나고 자랐다. 그의 형은 전 이스라엘 국가대표 축구 선수 리프 페레츠이다.
그는 또한 스파라드 유대인 조상들 때문에 특정 유럽 축구 리그로의 이동을 용이하게 하기 위해 포르투갈 여권을 소지하고 있다.

## 구단 경력

### 마카비 텔아비브
2014년 8월 12일, 페레츠는 마카비 네타냐와의 토토컵 경기에서 마카비 텔아비브에서 성인 데뷔 전을 치렀다. 2014년 9월 10일, 그는 하포엘 페타티크바를 상대로 6-0 승리를 거두며 첫 골을 기록했다. 성인 팀에서의 첫 시즌 동안 그는 모든 대회에서 28경기에 출전했다.
2015년 9월 26일, 페레츠는 마카비 하이파와의 리그 경기에서 시니어 경력 첫 골을 기록했다.

#### 하포엘 하이파로의 임대
2017년 1월 27일, 그는 시즌이 끝날 때까지 하포엘 하이파로 임대 이적했다.

### 베네치아
2021년 6월 16일, 페레츠는 이탈리아 클럽 베네치아와 세 시즌 계약을 체결하고 세리에 A로 새롭게 승격했다. 그는 2022년 7월 5일 상호 합의하에 베네치아를 떠났다.

### 마카비 텔아비브로의 복귀
2022년 8월 15일, 페레츠는 그의 전 이스라엘 클럽인 마카비 텔아비브와 새로운 3년 계약을 체결했다.

## 국가대표팀 경력
페레츠는 16세 이하부터 이스라엘의 모든 유소년 팀에서 활약했다. 2015년 6월 7일, 그는 리히텐슈타인을 상대로 4-0 승리를 거두며 이스라엘 U-21 국가대표팀 데뷔 전을 치렀다.
2015년, 페레츠는 엘리 구트만 감독에 의해 처음으로 이스라엘 국가대표팀에 소집되었다. 2018년 10월 11일, 그는 2018-19년 UEFA 네이션스리그에서 스코틀랜드와의 홈 경기에서 이스라엘 국가대표팀의 첫 골을 넣었고, 이 골은 그의 고향 이스라엘의 2-1 승리로 끝났다.